# Пушкарі (Чортківський район)
Пушкарі́ — село в Україні, у Бучацькій міській громаді Чортківського району Тернопільської області. Розташоване на річці Вільховець, на північному сході району. Підпорядковувалося колишній Новопетликівській сільраді. До Пушкарів приєднано хутори Грушка та Юзефівка.
Населення — 158 осіб (2007).

## Історія
Перша писемна згадка — 1850.
12 червня 2020 року, відповідно до розпорядження Кабінету Міністрів України № 724-р «Про визначення адміністративних центрів та затвердження територій територіальних громад Тернопільської області» увійшло до складу Бучацької міської громади.
19 липня 2020 року, в результаті адміністративно-територіальної реформи та ліквідації Бучацького району, увійшло до складу новоутвореного Чортківського району.
З 11 грудня 2020 р. належить до Бучацької міської громади.

## Політика

### Парламентські вибори, 2019
На позачергових парламентських виборах 2019 року у селі функціонувала окрема виборча дільниця № 610169, розташована у приміщенні клубу.
Результати
- зареєстровано 100 виборців, явка 58,00%, найбільше голосів віддано за «Європейську Солідарність» — 24,56%, за Всеукраїнське об'єднання «Батьківщина» — 22,81%, за Радикальну партію Олега Ляшка — 17,54%.[4] В одномандатному окрузі найбільше голосів отримав Микола Люшняк (самовисування) — 63,16%, за Аллу Стечишин (самовисування) — 12,28%, за Ігоря Сопеля (Слуга народу) і Степана Брацюня (Конгрес українських націоналістів) — по 7,02%[5].

## Соціальна сфера
Діють клуб, ФАП, торговий заклад.

## Пам'ятки
Є церква святих Петра і Павла (1995), пам'ятник воякам УПА (2002).

## Галерея

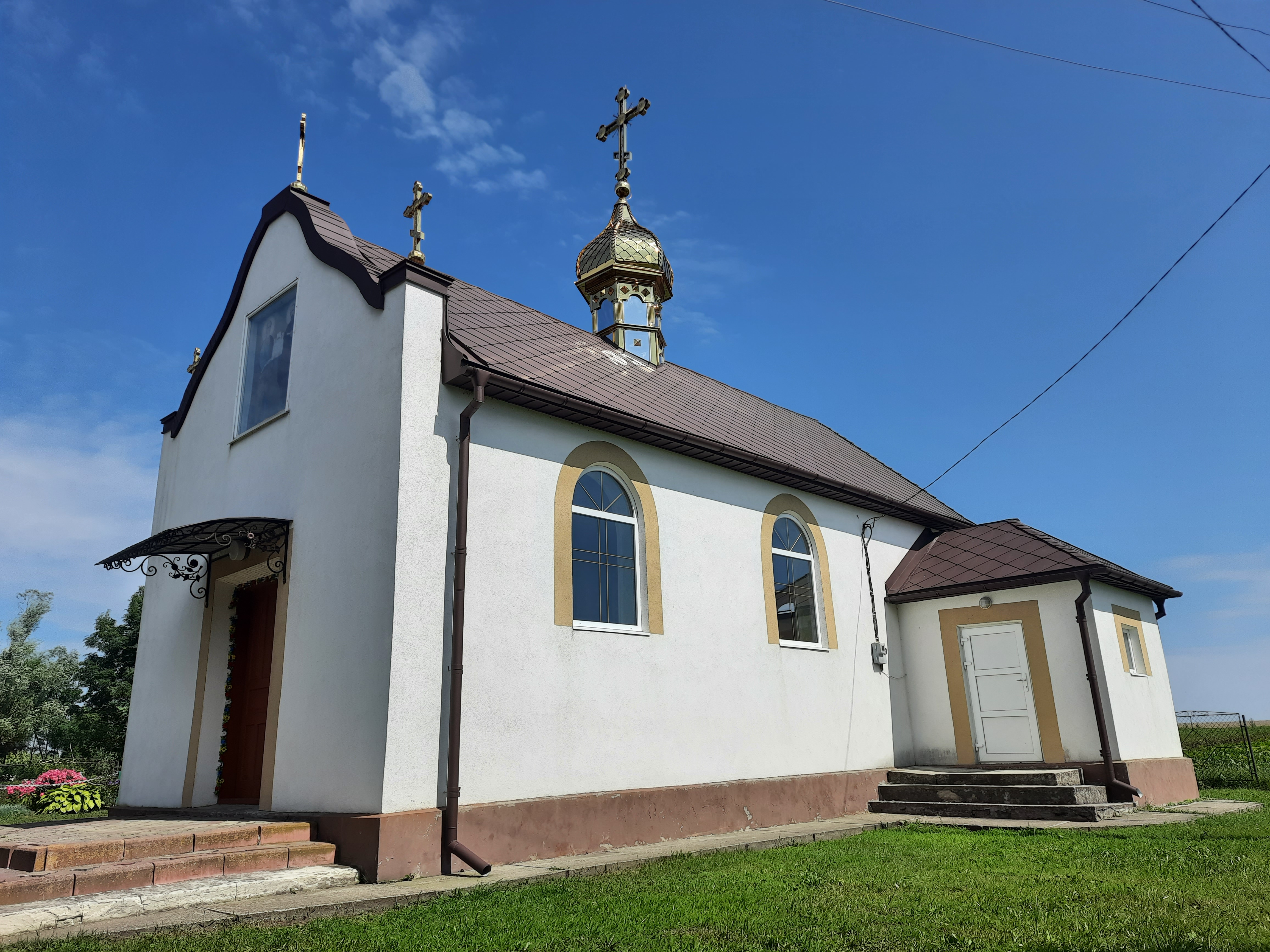
Церква Святих Петра і Павла
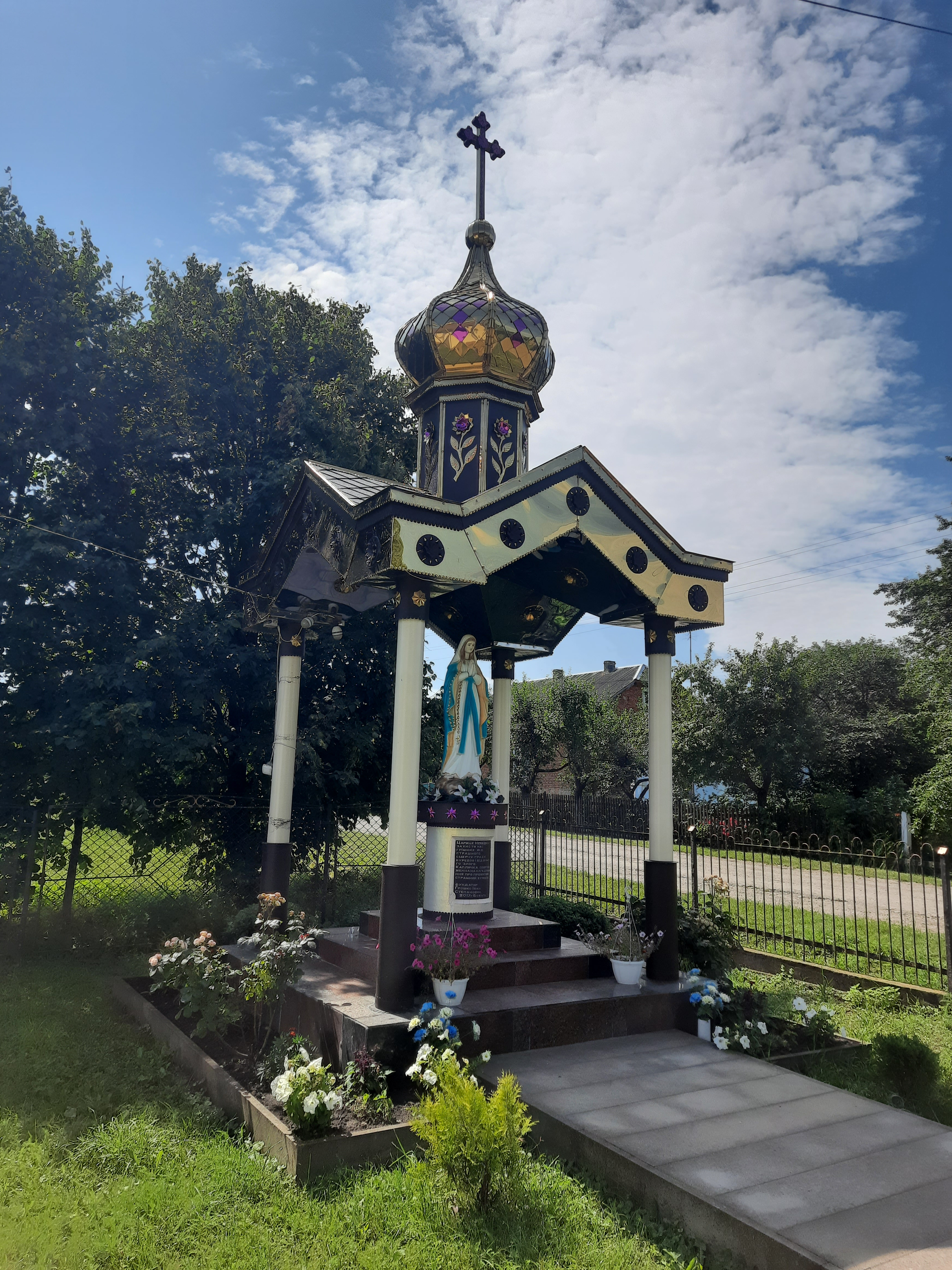
Статуя Божої Матері
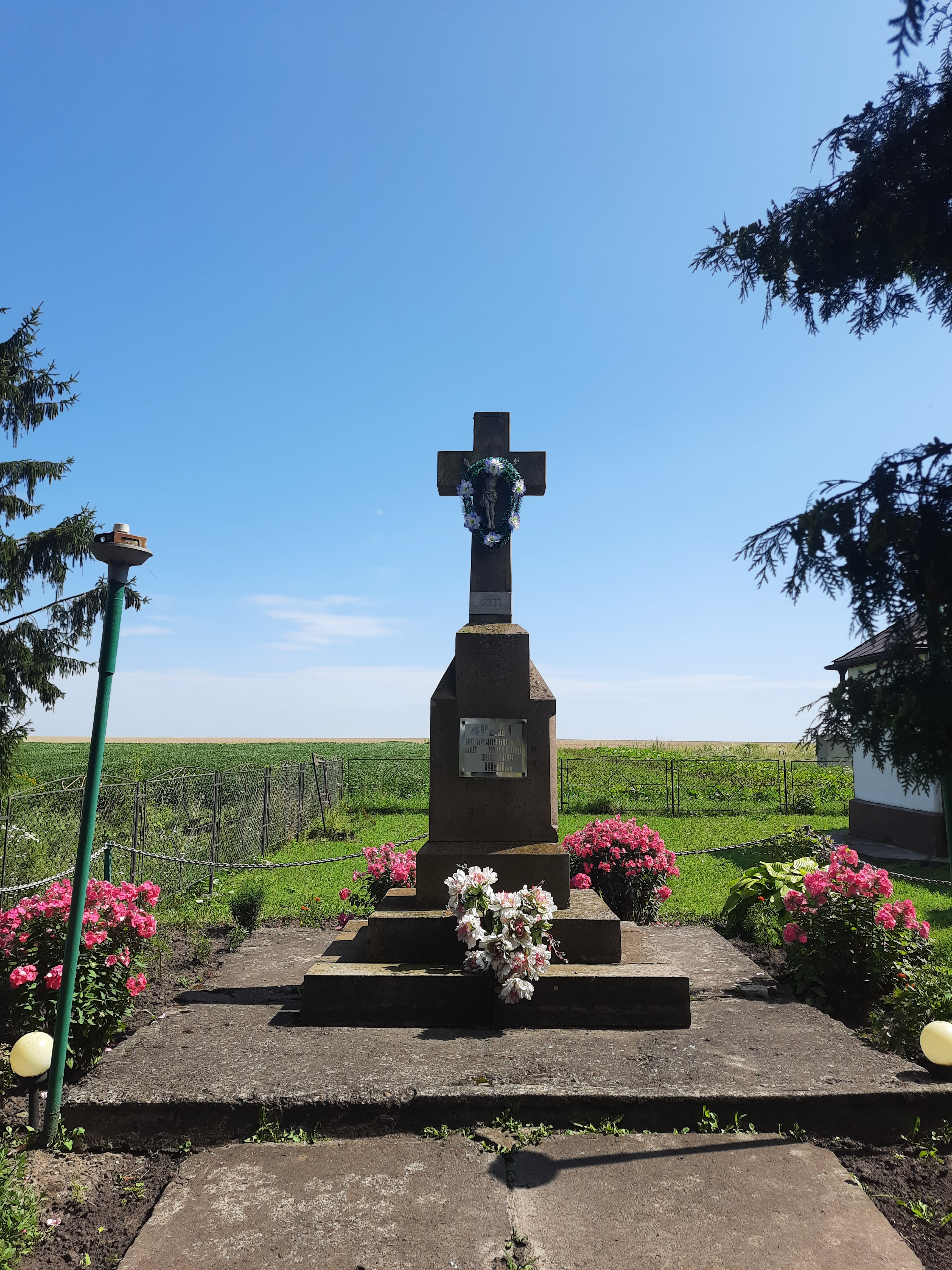
Пам'ятний хрест